# Gottlob Stierle
Gottlob Stierle (* 22. Dezember 1877 in Stuttgart; † 19. Juni 1958 ebenda) war ein deutscher Jurist.

## Werdegang
Stierle studierte von 1896 bis 1900 Rechtswissenschaften in Tübingen und Leipzig. Er promovierte 1904 zum Dr. jur. Er war Mitglied der Verbindung Normannia Tübingen.
Er war Oberlandesgerichtsrat und Präsident des Dienststrafhofs in Stuttgart. Nach dem Zweiten Weltkrieg war er Ministerialdirektor im Justizministerium des Landes Württemberg-Baden. Zum 31. Januar 1950 schied er aus dem Staatsdienst aus.

## Ehrungen
- 1952: Verdienstkreuz (Steckkreuz) der Bundesrepublik Deutschland

## Veröffentlichungen
- Die Haftung für Tiere im Bürgerlichen Gesetzbuch, Stuttgart 1904 (Dissertation Tübingen)